# ديف ديفيس (لاعب البولنغ)
ديف ديفيس (بالإنجليزية: Dave Davis)‏ هو لاعب البولنغ ‏ أمريكي، ولد في 28 أبريل 1942.